# Émile Gabory
Émile Gabory   (Vallet, 17 de desembre de 1872 - Vallet, 15 de març de 1954) fou un historiador, poeta i arxiver francès.

## Biografia
Nascut en una família d'enòlegs, va completar els estudis primaris i secundaris al col·legi Saint-Stanislas de Nantes, va estudiar filosofia durant un any a Carnac, sota la direcció de l'abat Dejoie i va obtenir la llicència de dret. Després va complir el seu servei militar, que va durar dos anys, al 93è regiment d'infanteria de línia a La Roche-sur-Yon. Per consell del comte de Berthou, va ingressar a lÉcole nationale des chartes -(École des Chartes és un establiment d'ensenyament superior francès enquadrat dins la categoria de les "grandes écoles")- el 7 de novembre de 1896. El 1899, sent encara estudiant, va resultar greument ferit en un accident ferroviari que va causar nombroses morts a prop de l'estació de Juvisy-sur-Orge. La indemnització que havia de pagar la companyia ferroviària li va permetre visitar Grècia, Egipte i Palestina.
Va entrar a l'"École des chartes" amb el títol d'arxivista-paleògraf, el 30 de gener de 1902, després d'haver discutit la tesi l'any anterior: La Marine et le Commerce de Nantes au XVIIe et au commencement du XVIIIe siècle. (1661-1715).
El 20 d'abril de 1905 fou nomenat arxiver i cap del departament de Vendée i del baix Loira (1911); després va començar a dedicar-se als estudis històrics, interessant-se per la metodologia històrica. Les conseqüències de l'accident el van fer retirar a l'esclat de la Primera Guerra Mundial; després va tenir cura dels desplaçats.
Es va retirar el 17 de febrer de 1937 i es va convertir en primer tinent d'alcalde de Vallet. Va ser elegit al Consell General el 1938, després reelegit el 1945.
Va morir a Vallet el 15 de març de 1954.

## Contribució a la història de laRevolta de La Vendée
Per a l'historiador Jean-Clément Martin, Gabory "és un dels primers a estudiar sistemàticament els arxius de col·leccions angleses sobre la Vendée, alhora que escriu una història més favorable també als blancs". L'historiador Alain Gérard, per la seva banda, considera Émile Gabory com "un autèntic historiador que la seva independència havia fet sospitar als dos bandols".

Segons Jacques Hussenet: "Els llibres d'Émile Gabory constitueixen una excel·lent transició entre l'obra del segle xix i la recerca de la segona part del segle xx, que prefiguren aprofitant al màxim el material d'arxiu. A ells se'ns deu, entre d'altres, noves aportacions sobre els refugiats i les relacions amb Anglaterra". Republicà d'extrema dreta, arxiver de la Vendée de 1905 a 1910, aleshores de la Loire-Inférieure de 1911 a 1937, mai no ha fet cap secret de les seves simpaties de Vendeà, cosa que li ha valgut ser inclòs gairebé sistemàticament entre els autors contrarevolucionaris. Es tracta d'un error d'estimació, perquè Émile Gabory, incansable rastrejador de material d'arxiu, inclòs a Anglaterra, raona constantment com a historiador i no com a activista o hagiògraf. Molt sovint, té imparcialitat, a diferència de Crétineau-Joly, Michelet, Muret, Chassin, els abats Deniau, Jaurès o Mathiez.

## Obres
- Napoléon et la Vendée, 1912, Premi Thérouanne de l'Acadèmia Francesa el 1914..
- Les Guerres de Vendée, 1912.
- Les Bourbons et la Vendée, 1923, Premi Thérouanne de l'Acadèmia Fracesa.
- La Révolution et la Vendée, 2 volums, 1926.
- L'Angleterre et la Vendée, Granville, Quiberon, l'île d'Yeu, 2 volums, 1931.
- Le Meurtre de Gilles de Bretagne: 1450, 1929.
- Les femmes dans la tempête; Les Vendéennes, Lib. Perrin, 1935.
- La Vie et la mort de Gilles de Raiz, dit à tort Barbe-bleue, Paris, Librairie académique Perrin et Cie, coll. «Nouvelle collection historique. Énigmes et drames judiciaires d'autrefois», 1926, 244 p.
- La Duchesse en sabots: Anne de Bretagne
- Un département breton pendant la guerre (1914-1918). Les Enfants du Pays nantais et le XIe corps d'armée. Préface du Maréchal Foch. Paris, 1925, Perrin éd.
- Un grand évêque oublié: Monseigneur Duvoisin, évêque de Nantes, aumônier de l'impératrice Marie-Louise, Nantes, Aux portes du large, 1947.
- Les grandes heures de la Vendée: les convulsions de l'ouest, posthume, Lib. Perrin, 1963.

## Obres poètiques
- Les visions i les veus, 1902.
- L'édelweiss, 1904, París, Vanier ed.

## Homenatges
- Se li va atribuir el nom d'un bulevard a la seva memòria al districte de Saint-Jacques a Nantes.